# Сфера (роман Эггерса)
«Сфе́ра» (англ. The Circle) — научно-фантастический роман с элементами антиутопии американского писателя Дэйва Эггерса, написанный в 2013 году. Книга стала жёсткой сатирой на современный мир информационных технологий, социальных сетей и потребительских отношений.
Сюжет романа происходит в недалёком будущем и разворачивается вокруг молодой амбициозной девушки Мэй Холланд, которая по протекции подруги устраивается на работу в крупную корпорацию «Сфера» и сталкивается со всё большими нарушениями свободы личности с её стороны.
Роман сравнивают с антиутопиями «1984» Джорджа Оруэлла и «О дивный новый мир» Олдоса Хаксли.
Оформление обложки выполнила Джессика Хише.
Был экранизирован (с некоторыми изменениями сюжетной линии) в 2017 году режиссёром Джеймсом Понсольдтом, главные роли исполнили Эмма Уотсон и Том Хэнкс.
В 2021 году вышел роман «Каждый», являющийся продолжением «Сферы».

## Сюжет
Молодая и целеустремленная Мэй Холланд только недавно окончила колледж и активно ищет новую работу после не понравившейся ей и бесперспективной работы в муниципальном управлении. Её лучшая подруга и бывшая соседка по комнате Энни Эллертон работает на престижной должности в крупной IT-корпорации «Сфера», управляемой так называемыми «Тремя Мудрецами» — Таем Господиновым (который и основал её, но фактически отошёл от дел), Эймоном Бейли и Томом Стентоном. Она помогает Мэй устроиться в «Сферу», и ту направляют в отдел по обслуживанию клиентов. Мэй впечатлена удобствами «Сферы», включающими доступ к первоклассным технологиям, комфортному общежитию, тренажёрным залам, ежедневным развлекательным мероприятиям и вечеринкам. На первой же вечеринке она знакомится со своим коллегой Фрэнсисом, который начинает ей симпатизировать и с которым начинает встречаться, а также с неким Кальденом, о котором кроме неё больше никто не слышал. У Мэй также появляется недоброжелатель — фанат Португалии Алистер, обидевшийся за пропуск организованной им тематической вечеринки. 
«Сфера» активно внедряет свою новую разработку SeeChange (в русском переводе — «ВидДали»): портативные камеры с функцией автономной записи и передачи сигнала, ношение которых полностью размывает грань между личным пространством и общественным. Несколько подкупленных корпорацией политиков публично заявляют о своём намерении стать полностью «прозрачными» и носить такие камеры постоянно, делая тем самым общедоступным каждый свой шаг, разговор или переписку. В отношении сенатора Уильямсон, выступившей против этой инициативы как угрожающей свободе личности, начинается направляемая «Сферой» пиар-кампания по дискредитации, которая набирает масштабы и запугивает противников корпорации.
Отец Мэй страдает от рассеянного склероза и Энни оформляет подруге медицинскую страховку на него, обязательным условием которой является установка камер SeeChange в каждом помещении дома. Своей активностью и успехами как в работе, так и в жизни корпорации Мэй привлекает внимание одного из «мудрецов» — Эймона Бейли, который продвигает её по карьерной лестнице. Из-за возросшего объёма работы девушка почти оставляет без внимания родителей, а также всё сильнее расходится со своим парнем Мерсером (который от простого отвращения к IT-технологиям переходит к попыткам уйти из-под их контроля). Она всё сильнее попадает под воздействие пропаганды «Сферы» и начинает разделять её идеи: «Тайна — это ложь», «Приватность — это кража», «Делиться — это любить».
После очередной ссоры с Мерсером, Мэй проникает на территорию закрытой лодочной базы и пытается угнать каяк, но при этом её действия попадают на установленную на пляже замаскированную камеру SeeChange. Прибывшие полицейские арестовывают Мэй, хотя знавшая её владелица базы не имеет к девушке претензий и согласна решить вопрос мирно. Бейли пользуется ситуацией и помогает своей сотруднице уйти от наказания за попытку кражи чужого имущества, взамен требуя стать «прозрачной» (то есть постоянно носить камеру SeeChange), и переводит на работу по агитации за это остальных сотрудников. Она становится всё более известной и популярной, у неё появляются миллионы подписчиков. Мерсер окончательно разрывает связи с ней, а Кальден несколько раз звонит (а потом пытается поговорить с Мэй лично) и безуспешно предупреждает об опасности всё более далеко идущего влияния «Сферы» и её технологий.
Растущая популярность Мэй вызывает зависть Энни (хотя формально они продолжают общаться как подруги), которая начинает работать на износ, чтобы восстановить свои поколебавшиеся позиции в компании. Она также соглашается принять участие в испытании приложения PastPerfect (в русском переводе — «Прошедшее Совершенное»), которое отслеживает всю биографию человека. В ходе этого всплывают нелицеприятные подробности о прошлом семьи Энни (в том числе её родителей), которые вызывают агрессивную реакцию интернет-пользователей. Бейли отказывается удалить информацию об истории семьи Эллертон из свободного доступа, что на фоне постоянных переработок окончательно добивает Энни и девушка впадает в кому.
Родители Мэй просят дочь уйти из «Сферы» и высказывают постоянное недовольство установленными камерами, говоря, что они полностью лишили их личного пространства — ведь за жизнью Мэй в режиме онлайн наблюдают миллионы человек. Во время презентации очередной новинки — приложения по поиску беглецов — Мэй решает (под давлением подписчиков и Бейли) с его помощью найти Мерсера. Он, заметив слежку, пытается сбежать на грузовике, но запущенные подписчиками Мэй беспилотники неотступно преследуют его и автомобиль срывается с моста — на глазах у наблюдавших за трансляцией миллиарда зрителей. Гибель друга на какое-то время шокирует Мэй, но Бейли говорит, что он был крайне подавленным, асоциальным человеком, который отказался от помощи общества, сравнив его действия с человеком, который выпрыгнул из окна во время посещения врача, и советует «рационализировать» его смерть. В пропаганде «Сферы» всё чаще звучит тема «достижения Полноты», суть которой никто не может объяснить, но достижение чего является главной целью корпорации.
Кальден просит Мэй тайно встретиться с ним в месте, не оборудованном камерами. Он раскрывается, что на самом деле он и есть Тай Господинов — основатель «Сферы». Тай говорит, что «Полнота» означает тоталитарный режим, в котором слежка будет пронизывать жизнь каждого человека, и предлагает Мэй помочь ему разрушить корпорацию изнутри. Девушка притворно соглашается, но сама идёт к Бейли и Стентону, сдав им Кальдена и заверив в полной преданности идеалам «Сферы». Господинова формально не наказывают, но фактически лишают какого-либо влияния в корпорации, управление которой переходит к одержимому алчностью Стентону.  
Книга завершается тем, что Мэй сидит у постели лежащей в коме Энни и размышляет, с помощью какого приложения можно было бы узнать, о чём сейчас думает та, считая «оскорблением» для себя и «лишением» для самой Энни и для мира невозможность чтения мыслей людей.

## Рассматриваемые темы

### Корпоратократия
Ведущей темой «Сферы» является анализ явления корпоратократии. Ещё до начала действия романа, корпорация поглотила Facebook Inc., Google и Twitter с их приложениями, объединив последние в единую сеть. Удобство «аденты» (многофункционального приложения «Сферы») побудило многих политиков пользоваться им, что позволило корпорации влиять на них и продвигать свои интересы. В конечном итоге, Мэй (под влиянием Бейли) выдвигает идею Demoxie — приложения, позволяющего избирателю проголосовать дистанционно посредством своей учётной записи, но делающего его голос публичным. По мнению Катрин Маурер и Кристиана Ф. Ростбелла, это создаёт видение образа будущего, в котором социальная сеть «не только дополняет демократические институты, но и становится единственным институтом в обществе — знающим, организующим и управляющим всем».

## Издания
- Д. Эггерс. Сфера. — М.: Phantom press, 2017. — 447 с. — 1500 экз. — ISBN 978-5-86471-692-2.